# Église Saint-Paul de Charlestown (Niévès)
Pour l’article homonyme, voir Église Saint-Paul de Charlestown (Cornouailles).
Pour les articles homonymes, voir Église Saint-Paul.
L'église Saint-Paul est une église anglicane située à Charlestown, à Saint-Christophe-et-Niévès.

## Historique
Cette église a été construite vers 1830 et est considérée comme étant l'un des cinq premières églises à avoir été construites sur Niévès.
Une école est située à côté de l'église et aurait été construite après l'abolition de l'esclavage dans le but d'éduquer les anciens esclaves.

## Architecture

### Architecture extérieure
Elle est construite en pierre de taille sur la façade principale et en brique sur les flancs suivant un plan cruciforme avec un toit à pignon croisé. Une tour en bois de style géorgien complète l'église. Les volets sont en bois pour la protection contre les intempéries.
L'école se distingue par son double toit à deux versants. Les murs sont en pierre de taille.

### Architecture et décoration intérieure
Les vitraux près de l'autel sont en mémoire du révérend Daniel Gatward Davies, curé anglican de 1812 à 1825, qui a converti des esclaves avant l'abolition.

## Cimetière
Il y a la présence de tombes datant de 1669.